# Волна (загоризонтный радиолокатор)
ГП-120 «Волна́» — загоризонтный радиолокатор дальней зоны. Предназначен для обнаружения надводных и воздушных целей на расстоянии до 3 000 км.

## Технические подробности
Станция использует два принципа загоризонтной локации — поверхностным лучом (дифракционное поверхностное распространение) в ближней зоне и пространственным лучом (на отражении от ионосферы) в дальней зоне.
Антенна с фазированной решеткой является излучателем и приёмником одновременно. Размер антенны: длина — 1500 метров, высота — 5 метров.
Современные пассивные технологии снижения радиозаметности (т. н. «стелс») практически не изменяют эффективную площадь рассеяния объекта в коротковолновом диапазоне.

## Разработчики
Разработчики — НИИДАР и КБ Днепровское, изготовитель — Днепровский Машиностроительный Завод. Главный конструктор: Федор Федорович Евстратов.

## История
- 1982 год — принятие решения о разработке станции.
- 1984 год — начало строительных работ на Дальнем Востоке рядом с городом Находка.
- 1986 год — начало экспериментов по обнаружению надводных объектов.
- 1992 год — станция передана ВМФ РФ.

На данный момент[когда?] станция прошла модернизацию[какую?] и стоит на вооружении[когда?] Тихоокеанского флота РФ.